# Sprögnitz (Friedersbach)
Die Sprögnitz ist ein rechter Zufluss zum Kamp bei Waldhausen in Niederösterreich.
Die im Ortsgebiet von Sprögnitz entspringende Sprögnitz fließt nach Nordosten ab und sammelt mehrere kleine Zubringer auf, bis sie zum rechtsseitig einfließenden Nondorfer Bach gelangt, ihrem größten Zufluss. Dieser entspringt bei Obernondorf, durchfließt Niedernondorf, wo der Fuchsenlochgraben einfließt und ergießt sich im Ortsgebiet von Niederwaltenreith in die Sprögnitz. Nach der Aufnahme des aus Wiesenreith kommenden Wiesenreithbaches und des den Ort Brand entwässernden Brandbaches strebt die Sprögnitz nach Norden auf den Stausee Ottenstein zu und nimmt dabei noch den Wolfsberggraben auf, der aus Wolfsberg abfließt. Hier bildet sie auch die Gemeindegrenze zwischen Zwettl und Waldhausen, die sich im Stausee fortsetzt. Ihr Einzugsgebiet umfasst 25,1 km² in teilweise offener Landschaft.
Früher mündete die Sprögnitz nicht in den Stausee, sondern in den Friedersbach, der sich knapp danach in den Purzelkamp ergoss.
Der Name leitet sich vom slawischen *Spretьnica (rĕka) „schneller Fluss“ ab.